# C'era una volta (film 1917)
C'era una volta è un film muto del 1917, diretto da Gennaro Righelli.